# Árbitro (Halo)
No universo de ficção científica de Halo, o Árbitro é um posto cerimonial, religioso e político concedido aos Elites Covenant. No jogo eletrônico de 2004, Halo 2, a posição é atribuída a um comandante desonrado, como forma de reparar suas falhas. Embora o Árbitro seja destinado a morrer servindo a liderança Covenant, os High Prophets, ele sobrevive às suas missões e à subsequente traição dos Profetas à sua espécie. Quando ele descobre que os planos dos Profetas condenariam toda a vida senciente da galáxia à extinção, os aliados do Árbitro com os inimigos do Covenant - a humanidade - e impedem que o ringworld Halo seja ativado. Árbitro é um personagem jogável em Halo 2 e sua sequência de 2007, Halo 3; um Árbitro diferente aparece no jogo de estratégia em tempo real de 2009 Halo Wars, que acontece 20 anos antes dos eventos da trilogia principal.
O aparecimento do Árbitro em Halo 2 e a mudança de perspectiva do principal protagonista humano Master Chief para um ex-inimigo foi uma reviravolta na história de Halo, que a Bungie manteve em segredo. O nome do personagem foi alterado de "Dervish" após preocupações de que o nome reforçasse uma alegação de Estados Unidos contra o Islã na trama do jogo. O ator Keith David empresta sua voz ao personagem em Halo 2, 3 e 5, enquanto David Sobolov dubla o Árbitro de Halo Wars.
O Árbitro apareceu em quatro séries de figuras de ação e outros itens colecionáveis e de marketing, além das aparições nos jogos. A Bungie pretendia que o ponto de vista repentino mudasse para um membro do Covenant como uma reviravolta na história que ninguém esperaria, mas o personagem em particular e a humanização do Covenant em geral não foram recebidos de maneira uniforme pelos críticos e fãs. A Computer and Video Games ridicularizaram as missões do Árbitro como "pedaços de merda" em Halo 2. Por outro lado, o IGN lamentou a perda da história do Árbitro em Halo 3 e perdeu a dimensão adicional que o personagem forneceu à história.

## Design de personagem

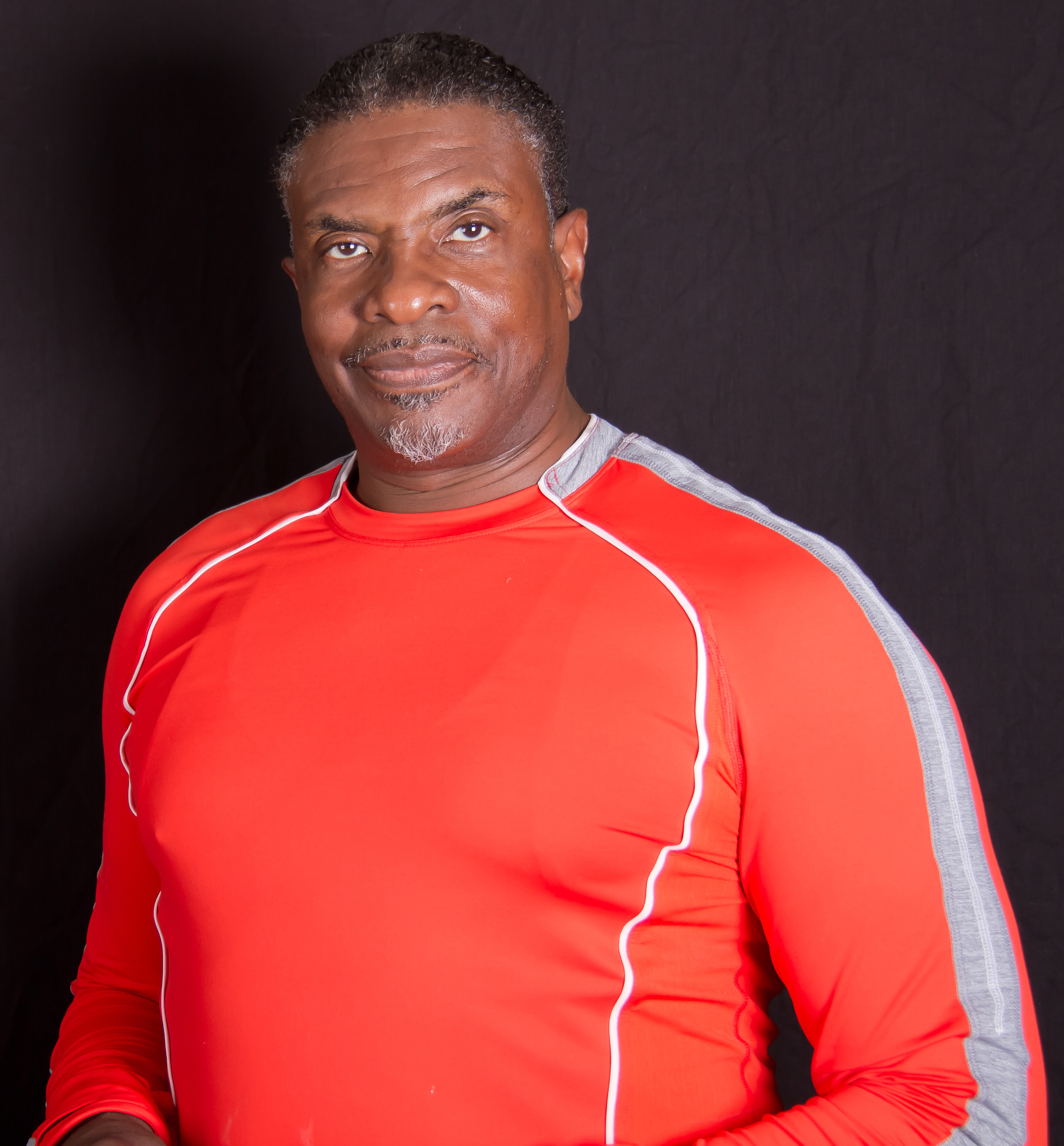
Keith David dublou Thel 'Vadamee, o Árbitro de Halo 2, Halo 3 e Halo 5: Guardians

O Árbitro nos jogos eletrônicos Halo 2 (2004) e Halo 3 (2007) é dublado pelo ator americano Keith David. David notou que gosta de dublar personagens complicados que têm um passado. Causar impacto na dublagem, ele diz, é difícil - "ou é boa atuação ou é má atuação". David não é um jogador frequente de videogame, mas afirmou que se tornou mais conhecido por seu trabalho como Árbitro do que por seu filme e outros papéis de dublagem.
O Árbitro mudou muito pouco durante o desenvolvimento, pois a aparência geral dos Elites Covenant havia sido projetada e desenvolvida para o jogo anterior, Halo: Combat Evolved, de 2001. A única diferença substancial entre o Árbitro e outros Elites é a armadura cerimonial vista nos esboços conceituais iniciais e que apareceu no design final. Durante os primeiros estágios de desenvolvimento de Halo 2 o nome do personagem era "Dervish" um nome da seita Sufi do Islã. Fora de contexto, os consultores de "revisão geocultural" da Microsoft Game Studios não encontraram nada errado com o nome. No entanto, como observou Tom Edwards, consultor que trabalhou com a Microsoft durante a revisão, "no contexto do jogo, esse nome islâmico de 'Dervish' criou uma alegação potencialmente problemática relacionada ao enredo de Halo 2 - semelhante as forças [do Estados Unidos] de (Master Chief/Sarge) versus o Islã (o religioso Covenant, que já tinha um 'Prophet of Truth', que é um título para Muhammad). Como esse incidente não ocorreu muito depois dos ataques de 11 de setembro, a sensibilidade ao nome permaneceu alta, e o nome do personagem foi alterado para "Árbitro".
Em entrevista à MTV, um desenvolvedor de Halo, o ex-gerente de conteúdo da Bungie, Frank O'Connor, disse que a inclusão do Árbitro como um personagem jogável em Halo 2 deveria ser um "segredo na escala de um plot twist de Shyamalan" e explica que a Bungie foi capaz de manter o público desinformado sobre isso até o lançamento do jogo, a ponto de O'Connor nunca sequer considerar incluí-lo nas atualizações semanais de desenvolvimento publicadas na página da Bungie. O'Connor também afirmou que a Bungie "tinha outras coisas secretas" e afirmou que havia material relacionado ao Árbitro que foi mantido em segredo durante o desenvolvimento de Halo 3 porque "Há um aspecto do personagem Árbitro que ainda é secreto até hoje e permanecerá por um bom motivo". O diretor de história, Joseph Staten, disse que o objetivo de apresentar o Árbitro era "oferecer outro ponto de vista convincente sobre uma guerra em que nem sempre era fácil distinguir um amigo do inimigo. Sabíamos que tínhamos uma trilogia em nossas mãos, então estávamos superando o choque de jogar como inimigo [dos eventos de Halo 3]".

## Aparições principais

### Halo 2
Apresentado em Halo 2, o posto de "Árbitro" é concedido a um Elite Covenant pela liderança do Covenant - os High Prophets - durante um período de "crise extraordinária". O Árbitro age como a "Vontade dos Profetas", realizando missões altamente perigosas para preservar o Covenant. Espera-se que esses soldados morram no exercício de suas funções. Embora originalmente tenha sido um posto de grande honra, mais tarde tornou-se um posto designado para Elites desonrados ou envergonhados que, no entanto, possuíam grande habilidade marcial, tanto como um meio de fazê-las servir o Covenant e como um meio conveniente de descarte após as missões suicidas designadas.
O Árbitro da saga Halo Thel 'Vadamee, era anteriormente um Comandante Supremo na frota Covenant, tendo comandado as naves que seguiram a nave humana Pillar of Autumn até o ringworld Halo durante os eventos de Halo: Combat Evolved. Um Profeta ordena que a Autumn não seja destruída completamente, para que o anel não seja danificado; essa hesitação permite que os humanos pousem no anel, coordenem uma resistência e, finalmente, destruam o anel para impedir a propagação do parasita Flood. Após o incidente (retratado em Halo: First Strike), o comandante também perde uma nave Covenant para as forças da UNSC, resultando na aniquilação de uma força de invasão Covenant em direção à Terra. Quando Halo 2 começa, o Conselho Superior Covenant considera o comandante herege por deixar o anel - que o Covenant considera uma relíquia sagrada - ser destruído. Ele é retirado de sua posição e marcado. Embora sua execução pública esteja prestes a acontecer, ele é poupado pelos Altos Profetas; os Hierarcas dão ao Comandante desonrado a chance de liderar tropas mais uma vez, tornando-se o Árbitro.
A primeira missão do Árbitro é silenciar um Elite renegado que tem pregado que os Profetas mentiram para o Covenant. O Árbitro é então enviado para recuperar o "Ícone Sagrado" da biblioteca sobre o recém-descoberto Delta Halo, a fim de ativar o anel e trazer a Grande Jornada, conceito de salvação do Pacto. Embora ele recupere o Ícone, o Árbitro é traído pelo Chefe dos Brutes, Tartarus; Tartarus revela que os Profetas deram a ele e sua raça carta branca para massacrar os Elites e substituí-los no sistema de castas Covenant. Embora se acredite que o Árbitro esteja morto, ele é resgatado - junto com seu inimigo, o soldado humano Master Chief - pela inteligência parasitária do Flood, o Gravemind. O Gravemind revela que a Grande Jornada na verdade significa destruição por toda a vida senciente, e o envia para impedir o Tartarus de ativar o anel. No processo de parar o Brute, o Árbitro e seus Elites formam uma aliança com os humanos Miranda Keyes e Avery Johnson, e o Árbitro mata o Tartarus com a ajuda de Johnson, interrompendo o disparo do anel. O desligamento inesperado do Halo desencadeia uma sequência de espera, que o Árbitro descobre que tornou todas as instalações do Halo prontas para disparar remotamente a partir de um local conhecido como a Arca.

### Halo 3
Enquanto o Árbitro permanece um personagem jogável em Halo 3 durante o jogo cooperativo (o segundo jogador em um lobby de jogos o controla), a história do jogo nunca muda para o ponto de vista do Árbitro, como em Halo 2 Durante grande parte de Halo 3, o Árbitro ajuda as forças humanas em sua luta contra as forças hostis Covenant, ao lado de John-117. Depois que o Flood chega à Terra, o Árbitro convence Rtas 'Vadum não vitrificar o planeta inteiro para conter a infestação. Junto com um grupo de humanos e elites, o Árbitro segue as forças do Profeta da Verdade através de um portal para a Arca, onde ele mata o Profeta. Master Chief decide ativar o Halo em construção na Arca para destruir o Flood local, poupando a galáxia em geral; o Árbitro ajuda a recuperar a inteligência artificial Cortana para que a instalação possa ser acionada. Durante a fuga, a nave que ele e Master Chief é dividida em dois; enquanto se presume que Master Chief está perdido, o Árbitro cai com segurança na Terra. Depois de participar de uma cerimônia em homenagem aos mortos, o Árbitro e o resto dos Elites partem para seu mundo natal.

### Halo Wars
Ocorrendo 20 anos antes dos eventos de Halo: Combat Evolved, Halo Wars da Ensemble Studios apresenta um Árbitro diferente do personagem visto na trilogia original. O designer-chefe David Pottinger descreveu o Árbitro da Ensemble como um "'cara mau'. Ele é o Darth Vader dez vezes." A caracterização surgiu do desejo de tornar o Covenant mais basicamente "má", a fim de proporcionar um conflito entre mocinhos e bandidos. Partes da história do Árbitro antes dos eventos do jogo são explicadas em um romance gráfico vinculado, Halo Wars: Genesis. O Elite, Ripa 'Moramee, recebeu a posição depois que lutou e perdeu uma campanha contra seu próprio clã. O Árbitro atua como o principal inimigo do jogo, encarregado da destruição da humanidade pelo Prophet of Regret. Sob as ordens do Profeta, o Árbitro sequestra a Professora Ellen Anders e a leva para um mundo escudo Forerunner em um espaço desconhecido, onde ele usa Anders para ativar uma frota massiva de dreadnoughts Forerunner com o plano de usar a frota para destruir a humanidade. O Árbitro entra em combate com o protagonista sargento John Forge duas vezes: uma vez quando o Árbitro sequestra Anders e uma vez quando Forge tenta usar o reator FTL da Spirit of Fire para destruir o mundo escudo. Ambas as vezes o Árbitro prova ser mais do que uma competição para Forge. Na primeira vez, o Árbitro poupa a vida de Forge depois que Anders concorda em ir com ele em troca. Na segunda vez, Forge engana o Árbitro antes de esfaqueá-lo no pescoço com sua faca de combate "Lucy". Forge é capaz de matar o Árbitro com sua própria espada de energia.

### Halo 5: Guardians
Thel 'Vadam, dublado por Keith David, narra e aparece em um trailer para Halo: The Master Chief Collection, exibido pela primeira vez na Electronic Entertainment Expo 2014. O trailer atua como um prelúdio de Halo 5: Guardians, em que Thel 'Vadam e suas forças (Espadas de Sangheilios) estão presos em uma sangrenta guerra civil com facções desonestas lideradas por Sangheili que residem no planeta natal Sanghelios. Durante o jogo, o Árbitro se encontra com o Spartan Jameson Locke, que pergunta ao Árbitro se o apelido "Demônio" [de Master Chief] era um insulto ou um elogio. O Árbitro assegura que era um insulto, mas com um certo padrão de respeito, que, após uma série de eventos, levou o Árbitro a chamar o Master Chief de aliado e até amigo. Antes que os Spartans partam, o Árbitro pergunta a Locke como os Spartans apelidaram o Master Chief, já que ele não era nem aliado nem inimigo deles. A cena termina com Locke se esquivando da pergunta e reafirmando seu dever. O Árbitro aparece como um aliado no jogo, lutando contra as forças Covenant reformadas de Jul 'Mdama, mesmo após a morte de 'Mdama nas mãos de Locke. O Árbitro é finalmente bem-sucedido em derrotar seus inimigos e se reúne com Master Chief no final do jogo após a traição de Cortana.

### Outras aparições
Um Árbitro está disponível como personagem jogável em Killer Instinct: Season Three, dublado por Ray Chase. Ele usa várias armas da série Halo em combate e luta na Arena of Judgement, um cenário montado no meio de uma batalha em Sanghelios. Segundo o diretor de desenvolvimento da franquia, Frank O'Connor, esse personagem é um "amálgama" de personagens históricos.
Thel 'Vadam aparece em vários romances de Halo, começando com The Cole Protocol. No romance, que ocorre cerca de quinze anos antes dos jogos, ele é o comandante de uma nave Covenant que entra em conflito com o capitão Jacob Keyes e um grupo de Spartans sobre uma colônia de sobreviventes humanos em um cinturão de asteroides. Thel é pego nas maquinações políticas entre os Prophets of Regret e Truth e fica com dúvidas depois do que testemunha, terminando com Thel sendo forçado a matar seu melhor amigo para proteger os Profetas. Sua identidade como Árbitro é sugerida durante o final do romance, quando ele comenta que está recebendo o comando de uma nave dentro da Fleet of Particular Justice, a frota que o Árbitro comandou antes dos eventos de Halo 2. Thel aparece em vários outros romances ocorridos após Halo 3, onde ele luta pela paz com a humanidade enquanto lida com a dissidência dentro de sua própria espécie e nos outros remanescentes Covenant.

## Impacto cultural

### Mercadoria
Após o lançamento do Halo 2, a Joyride Studios lançou uma figura de ação do Árbitro. Este modelo em particular foi revisado por Aaron Simmer, da Armchair Empire, como uma "ótima tradução do material original para o plástico". Simmer descreveu que as dimensões da figura eram proporcionais a outras figuras divulgadas pelo estúdio e elogiou o nível de detalhe nas armaduras e armas, mas encontrou falhas na articulação e no design do pescoço. Outros aspectos mencionados foram sua compatibilidade com a figura de ação do Master Chief e sua durabilidade. Vários modelos do Árbitro são apresentados no jogo colecionável Halo ActionClix, produzido como material promocional antes do lançamento de Halo 3. A McFarlane Toys recebeu a tarefa de desenvolver uma linhas de figuras de ação de Halo 3 e uma escultura do Árbitro foi lançada na segunda série de figuras após o lançamento do jogo em julho de 2008. Uma figura do Árbitro não articulada e em grande escala foi produzida pela McFarlane como parte da "Coleção Lendária".

### Recepção critica
A recepção do Árbitro como personagem jogável em Halo 2 foi misturada; O'Connor descreveu o Árbitro como o personagem mais controverso que a Bungie já havia criado. O personagem foi descrito como um "golpe brilhante de um design de jogo" porque forneceu uma história inesperada, mas também ofereceu ao jogador novas opções, permitindo uma jogabilidade furtiva. Várias publicações apreciaram a dimensão adicional ao Covenant por ter o Árbitro como um personagem jogável.
Alternativamente, publicações como a GameSpot pensavam que, embora o lado do Árbitro e do Covenant acrescentasse "complexidade recém-descoberta à história", isso distraía o jogador do destino da Terra; em um painel de Halo 2 revisores argumentaram que, embora a decisão de humanizar o Covenant pela introdução do Árbitro fosse bem-vinda, faltava a execução no jogo. As missões em que o jogador controla o Árbitro foram descritas como "tudo menos fácil" e ocasionalmente "chatas", devido à falta de armas humanas para equilibrar a jogabilidade. Uma análise realizada pela Computer and Video Games descreveu o tempo em que o jogador controla o personagem como "[esses] pedaços de merda quando você joga como um Árbitro alienígena" e listou isso como uma das falhas de Halo 2. O analista Jarno Kokko disse que, apesar de não gostar pessoalmente de jogar com o personagem, a ideia de "as pessoas não gostarem do conceito de jogar do outro lado em um jogo que deveria ser o 'Master Chief explode uma escória alienígena'" foi uma queixa plausível. Entre alguns fãs, o personagem foi insultado.
A recepção da eliminação do Árbitro como personagem jogável principal em Halo 3 foi similarmente misturado. Hilary Goldstein, da IGN, decidiu que a mudança retirou a "intrigante história paralela do Árbitro e de seus Elites", no processo reduzindo o papel do personagem ao de "um cara com uma mandíbula estranha e uma espada legal". Da mesma forma, Steve West, do Cinemablend.com, afirmou que o único evento importante no jogo para o Árbitro seria perdido por qualquer um para quem jogava Halo 3 como o primeiro jogo da série. O revisor do IGN discordou da fraca inteligência artificial (IA) dos aliados no jogo e destacou o Árbitro em particular; "O Árbitro me faz questionar por que os Elites alguma vez foram temidos no Halo original", disse Hilary Goldstein. Descrevendo a IA do personagem, Goldstein sentiu que os jogadores poderiam "gostar de ver seu suposto igual sendo baleado no rosto repetidamente e geralmente se tornando totalmente inútil. Qual é o sentido de prendê-lo com um compatriota de IA se tudo o que ele é bom é reaparecer?" Charles Herold, do The New York Times descobriu que, em comparação com Halo 2, onde o personagem desempenhou um papel central, o Árbitro em Halo 3 foi "estranho". No extremo oposto do espectro, havia revisores como o G4tv, que argumentavam que o Árbitro era mais agradável, para não mencionar mais útil, como um ajudante IA em vez de jogador principal. Em uma lista dos principais personagens alienígenas dos videogames, o MSNBC colocou o Árbitro no segundo lugar.
As cinemáticas e dublagem de Halo Wars foram amplamente elogiadas, embora um crítico escreveu que os personagens eram estereotipados e antipáticos. Dakota Grabowski, do PlanetXbox360, considerou o Árbitro o personagem mais confuso da história do jogo. Por outro lado, a GamePro listou o Árbitro como uma das cinco melhores coisas do jogo, dizendo que, embora fosse um personagem diferente do Árbitro visto em Halo 2 e Halo 3, ele era "como um alienígena Jack Bauer empolgado com as drogas".
Apesar da resistência ao personagem, a equipe da Bungie defendeu a introdução do personagem. "Prefiro experimentar e fazer algo surpreendente, e não fazer com que todos apreciem, do que apenas virar a manivela e fazer outro filme de guerra alienígena com um fuzileiro espacial", disse Jaime Griesemer, líder do projeto Halo 2. O líder da comunidade Brian Jarrard atribuiu parte da reação dos fãs a uma discórdia entre o marketing do jogo e a jogabilidade real. "Acho que, mais ainda do que jogar como Árbitro, o motivo pelo qual as pessoas ficaram desapontadas e zangadas é que lhes foi prometida essa experiência, através do marketing, de ser realmente contra a parede, a Terra sitiada, estamos vamos fazer tudo o que pudermos para salvar nosso planeta natal... Na realidade, o jogo teve apenas duas missões que realmente fizeram isso." Referindo-se ao cliffhanger no final de Halo 2, Griesemer disse: "Eu acho que se tivéssemos sido capaz de terminar o último par de missões e levá-lo adequadamente na Terra, um monte da reação teria sido acalmada."